# 滨海皮内达
滨海皮内达（西班牙语）是西班牙加泰罗尼亚巴塞罗那省的一个市镇。总面积11平方公里，总人口21074人（2001年），人口密度1916人/平方公里。

## 友好城市
- 法國 弗龙蒂尼昂